# Мурмурация

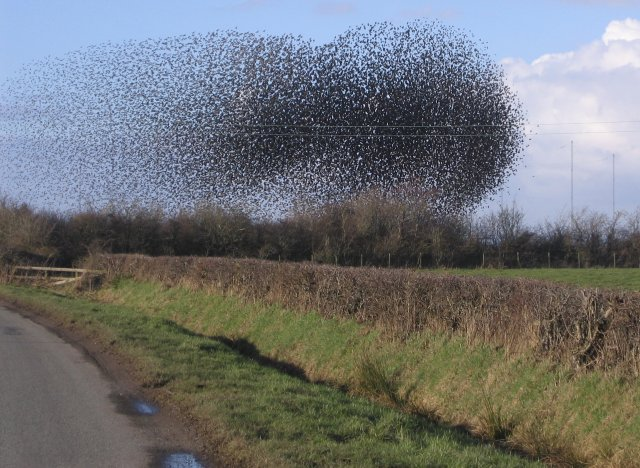
Стая скворцов в полёте

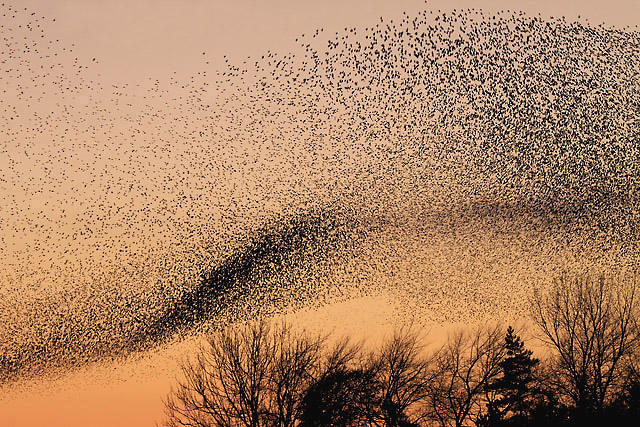

Мурмура́ция (от лат. murmuratio — «бормотание, жужжание, карканье») — явление скоординированного полёта огромных стай птиц (скворцов, галок, ворон и т. д.), образующих динамические объёмные фигуры переменной плотности.
Так, скворцы, сбиваясь в грандиозные стаи, исполняют «танец скворцов», создавая зрелищные сжимающиеся и разжимающиеся облака с чётко очерченными контурами, движущиеся непредсказуемым образом. Облака эти могут разделяться на части и соединяться; одни облака из птиц пролетают сквозь другие на большой скорости (до 40 км/ч), при этом птицы не сталкиваются.
При мурмурации каждая птица постоянно имеет видимость во все стороны; это результат того, что поведение птиц в полёте нацелено на получение максимума информации о соседях по стае и окружающем пространстве.
Аналогичное поведение демонстрируют большие косяки рыб и саранча.